# فرنسيس إكس. كان
فرنسيس إكس. كان (بالإنجليزية: Francis X. Kane)‏ هو مهندس وضابط أمريكي، ولد في 12 سبتمبر 1918، وتوفي في 18 يوليو 2013.